# Voluspa Jarpa
Voluspa Jarpa (Rancagua, 1971) é uma artista chilena. Representou a Chile na 58° Bienal de Arte de Veneza 2019.

## Biografia
Jarpa nasceu em Rancagua, Chile, e depois foi morar no Paraguai e Brasil. Em 1988 ela voltou a seu pais, onde estudou na Faculdade de Arte da Universidade de Chile. Em 1996 realizou o Magíster em Artes Visuais na Escola de Postgrado da mesma casa de estudos e posteriormente cursó o Magster em Artes da Universidade Católica, onde se desempenha como docente.

## Trajectória
Jarpa iniciou sua carreira artística na pintura. Entre 1992 e 1994 trabalhou com a artista Natalia Babarovic no mural O lugar de Rancagua, encarregado pela EFE (Empresa de los Ferrocarriles del Estado) para o hall da estação de comboios daquela cidade.
Desde 1996 participou em Muro Sur Artes Visuales, um espaço de exibição e difusão da arte contemporânea chileno especializado na produção de artistas emergentes daquela década, junto à gestora Ana María Fernández e os artistas Cristián Silva Soura, Mónica Bengoa, Ignacio Gumucio e Mario Navarro.
Jarpa tem participado em bienales como a Bienal de Havana 1996 com a obra Santiago-La Habana-Serie de Eriazos (Santiago-Havana-Série de Eriazos); a Bienal de Shanghai 2003 com o Proyecto N11 (Projecto N11); a oitava Bienal do Mercosul 2011 com a obra Não_história e a 12° Bienal de Estambul com a obra La Biblioteca de la No-Historia (A Biblioteca da Não-História).
Desde 2011 desenvolve a obra La Biblioteca de la No-Historia, onde trabalha com os arquivos desclasificados pelos organismos de Inteligência de Estados Unidos sobre Chile e América Latina. Esta obra tem sido apresentada em diferentes países, incluindo a primeira exibição individual num museu latinoamericano a cargo do Museu de Arte Latinoamericana de Buenos Aires com o projecto En nuestra pequeña región de por acá (Em nossa pequena região de por cá)
Em 2012 recebeu o Prêmio Illy na Feira Internacional de Arte de Madri (Arco) pela obra Minimal Secret. Em 2014 foi finalista do Prix Meurice de Paris en França. Dois anos mais tarde, participou a 31ª Bienal de Sâo Paulo com fá-la Historias de Aprendizaje (Histórias de Aprendizagem) que viaja ao Museu Serralves de Porto, Portugal, em 2015. Em 2016 foi distinguida com o Prêmio à Criação Artística da Pontifícia Universidade Católica de Chile.
Com o projecto de investigação Altered Views, em 2019 representou a Chile na 58° Bienal de Arte de Veneza baixo a curaduría do espanhol Agustín Pérez Loiro.  Ao ano seguinte ganhou a primeira edição do Prêmio Julius Baer às artistas latinoamericanas.

## Prêmios e reconhecimentos
- 2006: Prêmio de Arte Jovem, outorgado pelo Museu de Artes Visuais de Santiago.
- 2008: Prêmio do Círculo de Críticos de Arte de Santiago por fá-la Praga.
- 2012: Prêmio Illy na Feira Internacional de Arte de Madri pela obra Minimal Secret
- 2014: Finalista do Prix Meurice de Paris.
- 2016: Prêmio à Criação Artística Universidade Católica de Chile.
- 2020: Prêmio Julius Baer às Artistas Latinoamericanas.